# Torneio de Roland Garros de 1999
O Torneio de Roland Garros de 1999 foi um torneio de tênis disputado nas quadras de saibro do Stade Roland Garros, em Paris, na França, entre 24 de maio e 6 de junho. Corresponde à 32ª edição da era aberta e à 98ª de todos os tempos.

## Finais

### Profissional
| Categoria | Evento    | Campeã(s)(o/ões)               | Vice-campeã(s)(o/ões)               | Resultado               | Chave(s)  | Chave(s)       |
| --------- | --------- | ------------------------------ | ----------------------------------- | ----------------------- | --------- | -------------- |
| Simples   | Masculino | Andre Agassi                   | Andrei Medvedev                     | 1–6, 2–6, 6–4, 6–3, 6–4 | principal | qualificatório |
| Simples   | Feminino  | Steffi Graf                    | Martina Hingis                      | 4–6, 7–5, 6–2           | principal | qualificatório |
| Duplas    | Masculino | Mahesh Bhupathi Leander Paes   | Goran Ivanišević Jeff Tarango       | 6–2, 7–5                | principal | principal      |
| Duplas    | Feminino  | Serena Williams Venus Williams | Martina Hingis Anna Kournikova      | 6–3, 26–7, 8–6          | principal | principal      |
| Duplas    | Misto     | Katarina Srebotnik Piet Norval | Larisa Savchenko Neiland Rick Leach | 6–3, 3–6, 6–3           | principal | principal      |

### Juvenil
| Categoria | Evento    | Campeã(s)(o/ões)              | Vice-campeã(s)(o/ões)         | Resultado     | Chave(s)  | Chave(s)       |
| --------- | --------- | ----------------------------- | ----------------------------- | ------------- | --------- | -------------- |
| Simples   | Masculino | Guillermo Coria               | David Nalbandian              | 6–4, 6–3      | principal | qualificatório |
| Simples   | Feminino  | Lourdes Domínguez Lino        | Stéphanie Foretz              | 6–4, 6–4      | principal | qualificatório |
| Duplas    | Masculino | Irakli Labadze Lovro Zovko    | Kristian Pless Olivier Rochus | 6–1, 7–6      | principal | principal      |
| Duplas    | Feminino  | Flavia Pennetta Roberta Vinci | Mia Buric Kim Clijsters       | 7–5, 5–7, 6–4 | principal | principal      |